# Marion (jméno)
Marion je ženské křestní jméno. Podle českého kalendáře má svátek 12. září nebo 8. září.
Marion je francouzská varianta hebrejského jména Maria.

## Domácké podoby
Marionka, Marionette, Maria, Rion, Marda, Mariánka

## Známé nositelky jména
- Marion Jonesová – americká sprinterka
- Marion Cotillard – francouzská herečka
- Marion Bartoliová – francouzská tenistka
- Marion Zimmer Bradley – spisovatelka
- Marion Ramsey – americká herečka, známá z filmů o Policejní akademii
- John Wayne – americký herec, který se narodil jako Marion Michael Morrison
- Marion Crane – fiktivní postava z filmu Psycho
- Marion Lorne – americká herečka
- Marusha – skutečné jméno této německé DJky je Marion Gleiss
- Princezna Marion – fiktivní postava z pohádky O štěstí a kráse. Hrála ji Markéta Fišerová.